# Britanner
Britanner (alternativt britannier, förr även britoner eller britter) är ett sammanfattande begrepp för de keltiska folk som bebott ön Storbritannien sedan förhistorisk tid. Från brittisk järnålder (cirka 800 f.Kr till 100 e.Kr) finns arkeologiska fynd som pekar mot en keltisk bosättning på ön i minst 2800 år, men den keltiska närvaron kan ha startat redan under bronsåldern. Med romersk expansion första århundradet e.Kr. erhölls mycket skriftlig information om folken på ön. Den romerska provinsen Britannia i söder beboddes främst av britanner. I Kaledonien i norr bodde främst pikter. Under den romerska tiden utvecklades i Britannia en romersk-keltisk blandkultur med både latin och brittiska som språk. 
Efter romarnas tillbakadragande från ön Storbritannien på 400-talet e.Kr. följde den anglosaxiska invasionen från sydost, vilken pressade tillbaka och splittrade britannerna, De retirerade bort från kärnområdet i England till Cumbria, Wales, Cornwall, Kanalöarna, Bretagne och Galicien. På tusentalet, efter några hundra år av geografisk isolering hade britannernas språk, det brittiska språket, splittrats på underspråken kymriska, korniska och bretonska som talades i Wales, Cornwall respektive Bretagne.

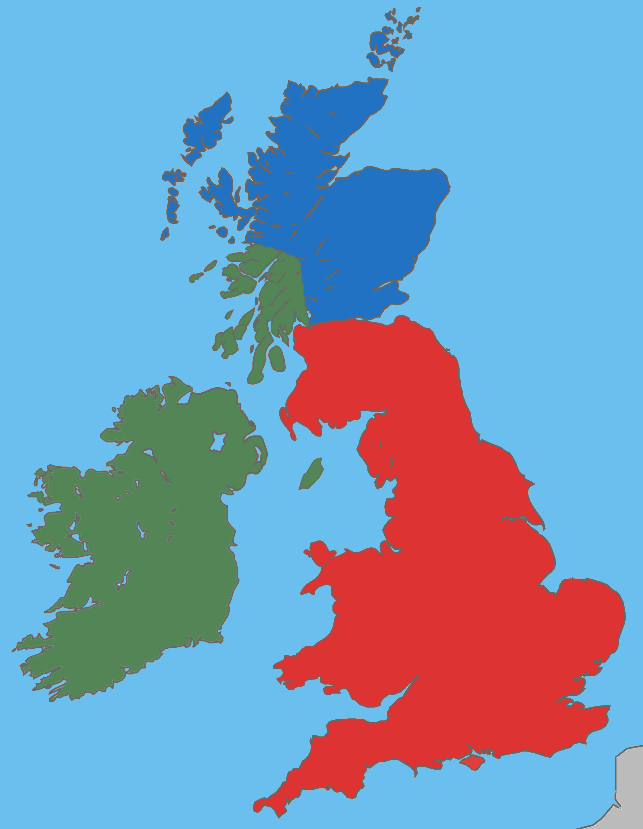
Folk på Brittiska öarna vid slutet av den romerska perioden (kring 400 e.Kr.).
Britanner
Pikter
Gaeler

Det uppsplittrade britanniska folket (rött) på 500-talet e.Kr., efter den anglosaxiska invasionen av Britannia.

## Undergrupper
Före romarnas skapande av Britannia var britannerna uppsplittrade i en mängd självständiga stammar. Det finns artiklar i svenska Wikipedia om följande:
- Briganter (latin: Brigantes, nuvarande norra England)
- Icener (latin: Iceni), nuvarande Norfolk
- Ordovicer (latin: Ordovices), nuvarande norra Wales
- Silurer (latin: Silures), nuvarande södra Wales

Under den romerska perioden fanns även andra keltiska folkgrupper i Britannia, främst olika grupper av belgier från andra sidan Engelska kanalen, men dessa har inte samma ursprung som britannerna.  

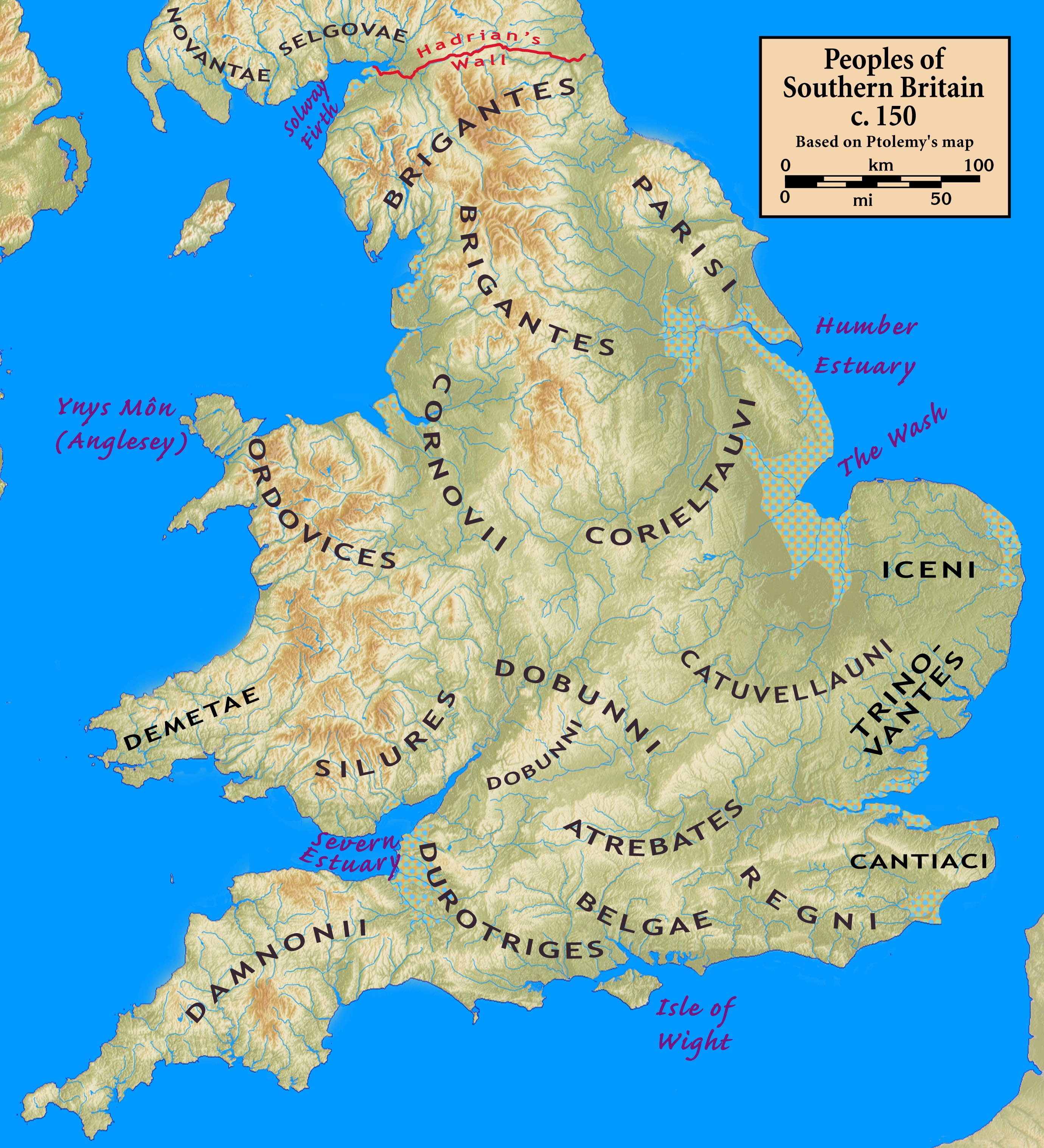
Folkstammar i Britannia cirka år 150 e.Kr. Huvuddelen är britanner, men i söder finns också inflyttade belgier från kontinenten.